# Szklany pantofelek
Szklany pantofelek (ang. The Glass Slipper) – film muzyczny będący adaptacją Kopciuszka, stworzony przez wytwórnię Metro-Goldwyn-Mayer, w reżyserii Charlesa Waltersa i w produkcji Edwina H. Knopfa. Autorką scenariusza jest Helen Deutsch. W filmie zagrali m.in. Leslie Caron, Michael Wilding oraz Elsa Lanchester.

## Opis fabuły
Ella, która często traktowana była jak "Kopciuszek", to samotna i niezrozumiana przez nikogo młoda dziewczyna, która żyje w pewnym europejskim księstwie. Jest sierotą i dlatego stała się służącą swojej macochy Widow Sonder i jej dwóch córek, Birdiny oraz Serafiny. Ludzie z miasta jej unikają z powodu jej antyspołecznego zachowania. Pewnego razu dziewczyna spotyka cygankę, która podaje się za jej matkę chrzestną i mówi Elli, że kiedyś zamieszka w pałacu.

## Obsada
- Ella – Leslie Caron
- Książę Charles – Michael Wilding
- Widow Sonder – Elsa Lanchester
- Birdina – Amanda Blake
- Serafina – Lisa Daniels
- Książę – Barry Jones
- Pani Toquet – Estelle Winwood
- Kovin – Keenan Wynn
- Kuzynka Lulu – Lurene Tuttle